# Émile Mouette
Émile Mouette est un « chuchoteur public » fictif dont la vie est décrite dans un ouvrage publié à Nantes par l'« Association des amis du chuchoteur ». Le canular littéraire est signé par Denise Moreau et Pierre Ménard en février 2012.

## Biographie fictive
Émile Mouette nait à Blain en 1887, il est le fils de Fernand et Marie Mouette. Il passe sa jeunesse à Blain, avant de se marier à Françoise Dutreux en 1911, qui lui donne une fille, Constance, en 1912. Il est envoyé à la guerre en 1916. Blessé à la gorge il est de retour en 1918. Il fait « vœu de chuchotement » en juin 1919.
Chuchoteur public, il recueille la parole des habitants de Blain durant la semaine, pour la restituer à qui de droit le dimanche. À la différence d'un crieur public, il peut s'adresser à une personne en particulier et diffuser des messages d'ordre privé. Il fait appel au réseau de « galeries acoustiques » situées dans le sous-sol de Blain, dont il est « le découvreur et l'unique utilisateur », pour y chuchoter les nouvelles et faire ainsi circuler rumeurs et informations locales. Il a une liaison avec Marie Bonaparte.
Il passe le reste de sa vie à Blain et sa mort en 1954 demeure obscure car sa dépouille n'a jamais été retrouvée.

## Portée du canular
Les recensions d'Ouest-France et L'Éclaireur ne signalent pas le canular. Celle de Presse-Océan décrit l'ouvrage comme un « livre de légendes ». Émile Mouette a inspiré le personnage d'Arsène Corbeau à l'auteur Stéphane Beau dans son livre 23h23, Pavillon A. Le livre est 1er dauphin du prix Botul en juillet 2012 à Paris.
En mai 2013, à Blain, un colloque lui est consacré, à l'occasion d'une manifestation intitulée « Émile et une nuit ». Ce colloque se fait en présence de Rita Schaldt, adjointe à la culture qui intervient sur l'influence allemande d'Emile mouette et du réseau de galeries acoustique, de Stéphane Beau qui étudie sa correspondance avec Gustave Le bon. Les actes du colloque posent également la question de son existence - bien qu'ayant peu de sources historiques de documentation, certains intervenants soulignent le fait qu'il est difficile de contredire son existence.